# دورامكتين
دورامكتين (دكتوماكس) هو دواء بيطري موافق عليه من قبل منظمة الغذاء والدواء إدارة الغذاء والدواء لمعالجة الطفيليات مثل الديدان الأسطوانية المعوية المعدية، الديدان الرئوية، الديدان العينية، اليرقانات الدودية، القمل وسوس الجرب عند الماشية.
يستخدم لمعالجة وضبط الطفيليات الداخلية (الديدان المعوية المعدية والديدان الرئوية)، القرادات والجرب (والطفيليات الخارجية الأخرى). يعدّ دورامكتين مشتق من أفيرميكتين.
في 1٪ محلول دورامكتين طويل المفعول عن طريق الحقن للحيوانات منها: الأنعام، الأغنام، الخنازير
يتضمن طيفه: أنواع المِحْجَنِيَّة، أنواع الأُوسْتِيرتاغِيَّة، أنواع الأُسْطونِيَّةُ الشَّعْرِيَّة، أنواع الكوبَرِيَّة، أنواع المحلقمة، شابِكَةُ الجِذْعِ الوَلُودَة، الخامِشَةُ البَشَرِيَّة، العَلَسُ المُتَثَنِّي، القارِشَةُ البَقَرِيَّة، وذلك من ضمن العديد من الطفيليات الأخرى الداخلية والخارجية. يتوفر بشكلين جرعيين: على شكل حقن وعلى شكل محلول موضعي 5 مغ/ مل.
دورامكتين متاحة للخيل أيضا باعتباره هلام حيوي منكه عن طريق الفم تحت اسم Doraquest L.A. Oral Gel 
«